# Gyula Donáth
Gyula Donáth (Julius Donath, ur. 29 grudnia 1849 w Baja, zm. 11 kwietnia 1944 w Budapeszcie) – węgierski lekarz psychiatra i neurolog, jeden z założycieli Międzynarodowej Ligi Przeciwpadaczkowej.
Studiował na Uniwersytecie Wiedeńskim i Uniwersytecie w Innsbrucku. Od 1877 wykładał jako Privatdozent na Politechnice w Grazu. Brał udział w wojnie rosyjsko-tureckiej, służąc jako chirurg wojskowy po stronie tureckiej. Był ordynatorem oddziału neurologicznego w budapeszteńskim szpitalu św. Stefana. W 1893 roku został docentem elektroterapii w Budapeszcie. Redaktor czasopism „Klinkai Füzetek” i „Epilepsia”. W 1903 roku otrzymał nagrodę Craig Colony for Epileptics.

## Wybrane prace
- Bestrebungen und Fortschritte in der Behandlung der Epilepsie. Halle, 1900
- Alkohol és munka. Budapest, 1913
- A homlokagy szerepe a magasabb lelki működésekben. Budapest, 1923
- Alkoholizmus és alkoholkérdés. Budapest, 1928